# Claudia Buch
Claudia Maria Buch (Paderborn, 1966) és una economista alemanya que ocupa la presidència del Consell de Supervisió del BCE des del 2024. Anteriorment va ser vicepresidenta del Bundesbank entre 2014 i 2023. Anteriorment va treballar com a professora a la Universitat de Tübingen i com a membre del Consell Alemany d'Experts Econòmics. Buch va treballar com a directora científica a l'Institut für Angewandte Wirtschaftsforschung (Institut d'Estudis Econòmics Aplicats) de Tübingen i com a presidenta del consell econòmic del Ministeri Federal d'Economia i Tecnologia d'Alemanya. Continua fent de professora a l'Otto-von-Guericke-Universität Magdeburg . La seva recerca se centra en la regulació i supervisió de la banca.